# Blang Rheum
Blang Rheum is een bestuurslaag in het regentschap Bireuen van de provincie Atjeh, Indonesië. Blang Rheum telt 712 inwoners (volkstelling 2010).